# Zuzones
Zuzones es una localidad situada al sureste de la provincia de Burgos, en el límite con la provincia de Soria y a orillas del río Duero. Está ubicada dentro del término municipal de La Vid y Barrios, en la comarca de la Ribera del Duero.

## Paisaje
El caserío está ubicado en la falda Este y Sur del cerro El Otero, que se eleva con fuerte pendiente desde el río, unos 60 metros, lo que permite una magnífica panorámica sobre el valle y los Montes de La Vid, que se alzan a 2 km escasos 
hacia el Sur. El Duero se acerca a Zuzones después de atravesar la Chopera de San Pedro, plantada en una lengua aluvial 
dejada por aquel en épocas geológicas recientes. A los pies del pueblo, el río se remansa al acercarse a la presa de La Vid,
pero antes se acercará a la Fuente, que le tributará un pequeño arroyo de su caudaloso manantial. Sauces, chopos, alisos e incluso algún fresno adornan la ribera y crean una fresca espesura muy a propósito para pasear.
Por Zuzones pasaba la línea Valladolid-Ariza, que unía, al conectar con otras líneas norte-sur, Galicia con Cataluña. Hasta hace poco en un deplorable estado de abandono, ahora se ha convertido en un corto pero agradable paseo gracias a la iniciativa de dos vecinos que han hecho una limpieza espectacular.

## Monumentos
La parroquia del pueblo, bajo la advocación del patrono, San Martín de Tours, es una pequeña joya arquitectónica, datada entre los siglos XVI y XVIII.
A un kilómetro del pueblo se encuentra el Monasterio de La Vid y, al lado de este, el pueblo de La Vid, construido en los años 50 como consecuencia de la inundación del antiguo pueblo de Linares del Arroyo (Segovia) para construir el pantano de Linares. Zuzones comparte Ayuntamiento con La Vid y Guma.

## Fiestas locales
- 13 de junio en honor a San Antonio de Padua y 11 de noviembre en honor a su patrón San Martín de Tours.

- Los domingos es costumbre que la gente se reúna en el local social junto al bar, al lado de la antigua carretera, a 800 m del hostal, hoy sin servicio.

- Hay un frontón de reciente construcción y un alojamiento rural.

- En las afueras de su casco urbano se conservan una serie de bodegas subterráneas a la antigua usanza, algunas de las cuales incluso tienen lagar incorporado.

## Personas destacadas
Una placa a los pies de la iglesia rinde homenaje a los fusilados por sus convicciones religiosas durante la guerra civil, y cuyos retratos aparecen también en las paredes de la iglesia.
- Juan Alcalde Alcalde, OH.,[1] (1911-1936), religioso hospitalario, beatificado en Roma por el Papa Juan Pablo II el 25 de octubre de 1992, junto con otros 70 hermanos de su orden y 51 claretianos, todos ellos mártires de la persecución religiosa durante la guerra civil. Alcalde fue asesinado en Paracuellos del Jarama.[2]
- José Gutiérrez Arranz, OESA,[3] (1883-1936), religioso agustino, beatificado en Roma el 28 de octubre de 2007, en una magna ceremonia conjunta de beatificación de 498 mártires de la guerra civil española, que incluía a otros 97 hermanos de su orden. Fue asesinado en Belinchón.[4][5]
- Gerardo Gil Leal (OSA) (1871 –1936), religioso agustino que realizó una gran labor social entre la clase obrera de San Lorenzo de El Escorial, especialmente entre las jóvenes para las que creó una caja dotal. Fue asesinado en Paracuellos del Jarama.[6]

## Anécdotas
- Zuzones es la última población de España alfabéticamente hablando.
- Se han encontrado diversos restos romanos, y estos nos dicen que posiblemente fue un lugar de entierro de los habitantes de otras poblaciones más importantes. Recientemente la junta de Castilla y León ha catalogado las ruinas romanas de La Fernosa, de época tardorromana, situándose éstas junto a la fuente de la Fernosa. Sobre el terreno se pueden apreciar numerosos restos de cerámica terra sigilatta y de ladrillos romanos.
- Una placa esculpida en piedra y ubicada a los pies de la iglesia parroquial constata la admiración del pueblo por sus beatos mártires.[7]